# Amphiura koreae
Amphiura koreae är en ormstjärneart som beskrevs av Duncan 1879. Amphiura koreae ingår i släktet Amphiura och familjen trådormstjärnor. Inga underarter finns listade i Catalogue of Life.